# Dodești
Dodești è un comune della Romania di 1 855 abitanti, ubicato nel distretto di Vaslui, nella regione storica della Moldavia. 
Il comune è formato dall'unione di 2 villaggi: Dodești e Urdești.
Dodești è divenuto comune autonomo nel 2004, staccandosi dal comune di Viișoara